# Rod Evans
Roderick Evans, conocido simplemente como Rod Evans (Slough, Berkshire, Inglaterra, 19 de enero de 1947) es un excantante inglés y uno de los miembros fundadores de la conocida banda británica de hard rock Deep Purple, en el año 1968, acompañado de Jon Lord, Ritchie Blackmore, Ian Paice y Nick Simper. Fue el cantante del grupo en sus tres primeros álbumes, incluyendo el sencillo "Hush", una versión del tema compuesto por Joe South para Billy Joe Royal. En 1969, Ian Gillan le sustituyó como cantante de Deep Purple. 

## Inicios y formación de Deep Purple
Fue influenciado principalmente por Elvis Presley (como su sucesor Ian Gillan) y Buddy Holly. Antes de formar parte de Deep Purple, Rod Evans tocó junto a Ian Paice, posterior batería de Deep Purple, en la banda The Maze, anteriormente llamada MI5. A mediados de los años sesenta también estuvo en un grupo llamado The Horizons.
Después se convirtió en miembro fundador de Deep Purple cuando se creó en Hertford en 1968, luego de ser seleccionado tras una audición, y a partir de allí, recomendó a Ian Paice. La canción más conocida de Deep Purple de esta etapa con Evans es "Hush". 
Grabó los primeros tres álbumes del grupo, Shades of Deep Purple, The Book of Taliesyn y Deep Purple III, fue expulsado del grupo junto al bajista Nick Simper y fue sustituido por Ian Gillan en 1969, debido en parte al deseo de Evans de irse a vivir a los Estados Unidos y también por que Ritchie Blackmore y Jon Lord pensaban que su voz no iba a ser la adecuada para el nuevo rumbo que la banda iba a tomar. Tras su salida, la música y el estilo de Deep Purple pasaron a ser cada vez más duros, en contraste con el sonido de la banda con Evans, más progresivo y también más pop, aunque también cabe aclarar que aún así, la segunda alineación conservó el sonido progresivo de esta alineación pero con un toque más pesado y orientado a la guitarra, notable desde su tercer álbum.

## Captain Beyond
Tras dejar Deep Purple, Evans formó el supergrupo Captain Beyond en 1971, integrado por Bobby Caldwell (baterista de Johnny Winter), y los miembros de Iron Butterfly, el bajista Lee Dorman y el guitarrista Larry "Rhino" Reinhardt. La banda se mostró muy influyente, con una calidad musical muy alta, pero las ventas nunca reflejaron sus logros musicales. Debido a esta falta de éxito comercial, Captain Beyond se disolvió después de tres álbumes, habiendo sido los dos primeros grabados por Evans antes de su salida de la banda en 1973. 
Después de abandonar Captain Beyond, Evans dejó el mundo de la música, fue entonces cuando comenzó a trabajar en un hospital estadounidense como terapeuta hasta el año 1980.

## Incidente con el falso Deep Purple
En 1980, Rod Evans es contactado por Steve Green, de la compañía Advent Talent Associates, dedicada a "reunir" cuestionablemente grupos musicales de alto nombre. Al no conseguir el apoyo de los demás integrantes de Deep Purple (quienes se habían separado en 1976), completan la formación con músicos de sesión prácticamente desconocidos, siendo ellos el bajista Tom de Rivera, el teclista Geoff Emery, el baterista Dick Jurgens III y el guitarrista Tony Flynn, dando paso a uno de los más grandes errores cometidos en la historia del rock.
Al no dar suficiente información acerca de los integrantes de dicho "Deep Purple", limitándose únicamente a anunciar a Rod Evans como miembro fundador de la misma, la formación ofreció varias presentaciones que usualmente terminaban en alborotos producto de la indignación de los espectadores, al no tratarse de la banda original y ante la mediocre presentación de los músicos.
La banda tenía intenciones de lanzar un disco para noviembre de ese mismo año, sin embargo las únicas dos pistas conocidas que tenían preparadas, Blood Blister y Brum Doogie, se perdieron. Todos los planes que tenían preparados finalmente colapsaron no solo por la nula aceptación del público, sino también por la demanda que cayó sobre la falsa agrupación de parte de los mánagers e integrantes de la banda real.
El falso Deep Purple y sus representantes fueron condenados a pagar una indemnización por cada uno de los lugares que resultaron afectados a causa de sus presentaciones, mientras que Evans además fue condenado a pagar una multa de $670 000, pero al no contar con suficiente dinero para reparar los daños y perjuicios cometidos contra el nombre de la agrupación, finalmente se decidió que ya no recibiría nunca más sus regalías en la participación de los tres primeros discos de la banda. Después de estos humillantes sucesos, Rod Evans se exilió definitivamente del mundo musical y desapareció de la vida pública para siempre. Desde entonces su paradero es un misterio.
De lo más reciente que se ha conocido sobre Rod fue en 2011, cuando se dio a conocer (no directamente de parte suya) su negativa a participar en la oferta de Larry Reinhardt de reunir al grupo Captain Beyond, pero debido al fallecimiento de Larry y Lee Dorman en enero y diciembre de 2012 respectivamente, cualquier oportunidad de reunir a la agrupación original se terminó.
En el 2016 fue elegido para formar parte del Rock and Roll Hall of Fame como integrante de Deep Purple,  junto a Ritchie Blackmore, Ian Gillan, Ian Paice, Roger Glover, David Coverdale, Glenn Hughes y Jon Lord a título póstumo, pero finalmente no asistiría a la ceremonia después de más de 35 años de total anonimato.
En la actualidad se desconoce totalmente qué ha sido del excantante y varias teorías han girado alrededor de él; no obstante, en un video en YouTube aparecía un señor llamado Rod Evans, que se ve realmente similar al excantante, pero que a la postre resultó ser un abogado del mismo nombre perteneciente a un foro de abogados de seguros promocionando su producto.
En 2017, en una entrevista de Pam y Mark Schaff para la revista digital de rock duro y heavy metal Myglobalmind al exmiembro de la banda Captain Beyond, el baterista Bobby Caldwell, este mencionó que mantiene estrecho contacto con Evans, con quien habla a menudo, el cual vive en Carolina del Norte trabajando en el campo de la terapia respiratoria, que es feliz y que está haciendo una gran labor junto con su mujer, también terapeuta respiratorio, y que no tiene intención de regresar al mundo de la música.

## Discografía

### Deep Purple
- Shades of Deep Purple (1968)
- The Book of Taliesyn (1968)
- Deep Purple (1969)

### Como solista
- Hard To Be Without You / You Can't Love A Child Like A Woman (1971)

### Captain Beyond
- Captain Beyond (1972)
- Sufficiently Breathless (1973)